# Taraxacum parnassicum
Espèce
Taraxacum parnassicum est une espèce de la famille des Asteraceae.

## Habitats
Pelouses mésophiles mésotrophiles neutrophiles à acidiphiles.

## Répartition
Europe. En France : Nord-Est, Est, Alpes, Corse. Occasionnel ailleurs. 0 à 2 600 m d'altitude.

## Systématique
Le nom correct complet (avec auteur) de ce taxon est Taraxacum parnassicum Dahlst..
Ce taxon porte en français les noms vernaculaires ou normalisés suivants : Pissenlit bai,, Pissenlit silésien.
Taraxacum parnassicum a pour synonymes :
- Taraxacum badium Soest
- Taraxacum silesiacum Dahlst.
- Taraxacum silesiacum Dahlst. ex G.E.Haglund, 1938